# Prosopofrontina rufipes
Prosopofrontina rufipes är en tvåvingeart som först beskrevs av Villeneuve 1937.  Prosopofrontina rufipes ingår i släktet Prosopofrontina och familjen parasitflugor. Inga underarter finns listade i Catalogue of Life.